# Ghan Singh
Ghan Shyam Singh (Jaipur, 24 gennaio 1929 – Esher, 12 settembre 2009) è stato un saggista e poeta indiano.

## Biografia
Ghan Shyam Singh è stato un poeta, critico ed emerito professore alla Queen University di Belfast.
La sua carriera lo ha legato ad alcune delle figure di spicco della letteratura inglese e italiana della seconda metà del XX secolo, in particolare Ezra Pound, FR Leavis e il Premio Nobel Eugenio Montale. Insieme con Pound, negli anni sessanta,  ha tradotto alcune delle poesie di Kabīr, poeta indiano del Quattrocento.
Si è laureato e ha conseguito il dottorato presso un'università di Jaipur, poi ha insegnato letteratura inglese presso le università di Agra e Aligarh prima della sua partenza per l'Italia, dove ha approfondito gli studi su Giacomo Leopardi ed insegnato in varie Università quali la Bocconi di Milano e gli atenei di Macerata, Trieste ed Urbino. In tutto ha pubblicato oltre 60 libri, tra cui opere critiche, traduzioni ed edizioni di testi, oltre a diversi volumi della sua poesia, sia in inglese che in italiano.
Dopo il suo ritiro dalla Queen University, è stato per molti anni "visiting scholar" presso il Centro Nazionale di Studi Leopardiani, a Recanati, e il suo lavoro in Italia sul grande poeta gli ha valso la concessione della cittadinanza onoraria dal comune di Recanati nel 2001. Per motivi di salute si è trasferito nel 2005 da Belfast al Surrey rimanendo attivo quasi fino alla fine della sua vita.

## Opere
- Leopardi and the Theory of Poetry, Lexington, University of Kentucky Press, 1964.
- Poesie di Kabir, Scheiwiller, Milano, anno 1966.
- Leopardi e l'Inghilterra, Edumond Le Monnier, Collana documenti e studi leopardiani per conto del Centro Nazionale di Studi Leopardiani, anno 1969, ISBN 8800852807.
- Ezra Pound, pubblicato originariamente in italiano da La Nuova Italia, Collana Il Castoro, nel 1979, ISBN 8822126327.
- Il cerchio e altre poesie. Olga e Pound, Campanotto Editore, anno 1987.
- Leopardi e i poeti inglesi. Influenza di Giacomo Leopardi nella letteratura inglese, Ancona, Transeuropa Libri, 1990.
- I “Canti” di Giacomo Leopardi nelle traduzioni inglesi, prefazione di Mario Luzi, presentazione di Franco Foschi, Ancona, Centro nazionale di studi leopardiani, Transeuropa, 1990.
- La musa di Ezra Pound : Olga Rudge,edizioni dell'APE, Roma, 1994, di G.Singh e Antonio Pantano, pag. 208, con iconografie e documenti inediti.
- Canzoniere per Olga, Campanotto Editore, anno 1999.
- Se questo è tradimento... If this be treason... Una scelta dei discorsi radiofonici di Ezra Pound, a cura di Olga Rudge e traduzione di G. Singh e Gabrielle Barfoot, Collana Zeta Rifili, Campanotto Editore, ISBN 8845607232.
- Il novecento inglese e italiano. Saggi critici e comparativi, scritto insieme a Gabrielle Barfoot, Collana Zeta università, Campanotto Editore, anno 1998, ISBN 8845600831.
- Aforismi e brani memorabili di William Shakespeare, Collana Il pensiero creativo, Sovera Multimedia Editore, anno 2002, ISBN 9788881243051.
- Gli aforismi di Gandhi, Collana Zeta Rifili, Campanotto Editore, anno 2002, ISBN 9788845604201;
- Luzi a Belfast, insieme con Gabrielle Barfoot ha dedicato la cura di questo libro all'amicizia con il poeta Mario Luzi e di cui lo stesso Luzi è autore. Il testo appartiene alla Collana Zeta Risguardi, Campanotto Editore, anno 2007, ISBN 884560781X.